# Consommation d'alcool au Canada
Pour un article plus général, voir Consommation d'alcool.
 (juin 2025).
La consommation d'alcool au Canada, en 1998-1999, était de 2,5 milliards de litres, soit 102,6 litres d'alcool en moyenne pour chaque canadien âgé de plus de 15 ans. Chiffres qui se déclinent de la façon suivante :
- 6,1 litres de spiritueux,
- 11,2 litres de vins et
- 85,3 litres de bières.

À lui seul, le Québec représente 41 % de la consommation de vin de l'ensemble du pays.
En termes d'économie, au niveau du Canada, le chiffre d'affaires annuel s'élève à 2,5 milliards $CAN[réf. souhaitée].
Selon les données de Statistique Canada, la quantité d'alcool consommée par habitant au Québec est passée de 8,0 litres en équivalent d'alcool pur en 2004-2005 à 8,9 litres en 2011-2012. Elle diminue entre 2014-2015, atteignant 8,3 litres. Elle se stabilise entre 2015-2016. Elle est passée à 8,4 litres en 2021-2022.